# Эванс, Эндрю
Эндрю Эванс (англ. Andrew Evans; род. 25 января 1991, Портидж, Мичиган) — американский легкоатлет, специалист по метанию диска. Выступал за сборную США по лёгкой атлетике в 2010-х годах, серебряный и бронзовый призёр национальных чемпионатов Соединённых Штатов, участник летних Олимпийских игр в Рио-де-Жанейро.

## Биография
Эндрю Эванс родился 25 января 1991 года в городе Портедж, штат Мичиган.
Начал заниматься лёгкой атлетикой во время учёбы в местной старшей школе, где также играл в футбол и хоккей. Становился победителем и призёром различных школьных турниров в метании диска, в том числе занимал высокие позиции на чемпионате штата.
Впервые заявил о себе на международном уровне в сезоне 2010 года, когда вошёл в состав американской национальной сборной и выступил на юниорском мировом первенстве в Монктоне — в зачёте метания диска закрыл десятку сильнейших.
Проучившись некоторое время в общественном колледже в Каламазу, в 2011 году поступил в Кентуккийский университет. Будучи членом университетской легкоатлетической команды «Кентукки Уайлдкэтс», регулярно принимал участие в студенческих соревнованиях, в том числе достаточно успешно выступал в первом дивизионе чемпионата Национальной ассоциации студенческого спорта (NCAA): в сезоне 2012 года был седьмым в метании диска, тогда как в 2013 году сумел подняться до третьей позиции. Окончил университет в 2014 году, получив степень в области кинезиологии.
В 2015 году в метании диска выиграл бронзовую медаль на чемпионате США в Юджине (63,67) и серебряную медаль на чемпионате NACAC в Сан-Хосе (59,32).
В апреле 2016 года на соревнованиях в Чула-Висте выполнил олимпийский квалификационный норматив (65,00), метнув диск на 65,41 метра, тогда как в июле на национальном олимпийском квалификационном турнире в Юджине, который также являлся чемпионатом США по лёгкой атлетике, с результатом 61,22 стал бронзовым призёром — таким образом удостоился права защищать честь страны на летних Олимпийских играх в Рио-де-Жанейро. На Играх в программе метания диска показал результат 61,87 метра, чего оказалось недостаточно для выхода в финал.
После Олимпиады в Рио Эванс ещё в течение некоторого времени оставался действующим спортсменом и продолжал принимать участие в крупнейших международных стартах. Так, в 2017 году на турнире в Чула-Висте он установил свой личный рекорд в метании диска — 66,61 метра, затем получил серебро на чемпионате США в Сакраменто (62,57), уступив только Мейсону Финли, выступил на чемпионате мира в Лондоне (61,32).
Завершил спортивную карьеру по окончании сезона 2018 года.